# Alberto Maria Careggio
Alberto Maria Careggio francisé en Albert-Marie Careggio (né à Mazzè 7 novembre 1937 - ) est un ecclésiastique italien qui fut prêtre du diocèse d'Aoste avant d'être nommé évêque du diocèse de Chiavari (1995-2004) puis du diocèse de Vintimille-San Remo (2004-2014).

## Biographie

### Formation et ministère sacerdotale
Albert-Marie Careggio nait le 7 novembre 1937 à Mazzè, dans le Piémont. Issu d'une famille originaire du Canavais, ses parents Giuseppe Careggio et Giuseppina Valle Biglia sont établis à Aoste depuis longtemps. Il travaille d'abord comme ouvrier dans l'Industrie sidérurgique Cogne, de 1952 à 1956. Après être entré au séminaire d'Aoste, il est ordonné prêtre le 26 juin 1966 par l'évêque Ovidio Lari.
De 1970 à 1973, il est vice-recteur du séminaire diocésain, puis curé de la paroisse de Challand-Saint-Victor de 1973 à 1982, lorsqu'il est nommé chanoine de la Collégiale de Saint-Ours. Toujours en 1982, il prend la direction pour quelques mois de l'hebdomadaire diocésain, Le Courrier de la Vallée d'Aoste. En 1988 il est nommé chancelier épiscopal. À partir de 1989, il organise les congés d'été du pape Jean-Paul II aux Combes d'Introd. C'est à cette époque qu'il assume également de 1990 à 2004 la présidence de l'Académie Saint-Anselme. Il publie plusieurs ouvrages et poursuit les études de ses prédécesseurs. En 1985, son œuvre  « Le Clergé valdôtain de 1900 à 1984 » est publiée.

### Épiscopat
Le 7 aout 1995, il est nommé par le pape Jean-Paul II évêque de Chiavari, en Ligurie. Il est ordonné le 24 septembre de la même année par Dionigi Tettamanzi, archevêque de Gênes, assisté de Joseph Anfossi, évêque d'Aoste, et de son prédécesseur dans le diocèse ligure, Daniele Ferrari.
Le 20 mars 2004, il est promu, toujours par Jean-Paul II, à un autre diocèse de Ligurie, celui de Vintimille-San Remo, qu'il rejoint le 9 mai 2004. C'est à ce titre qu'il cocélèbre le mariage d'Albert II de Monaco et de Charlène Wittstock, le 2 aout 2010. Atteint par la limite d'âge, il résigne son siège le 25 janvier 2014 entre les mains du pape François et devient évêque émérite du diocèse.

## Hommages
Il élu en 1990 à l'Académie des sciences, belles-lettres et arts de Savoie, avec pour titre académique titulaire.
Il est président d'honneur de l'Académie Saint-Anselme.
Le 23 février 2025, à l'occasion du XXXe anniversaire de son ordination épiscopale, il reçoit le titre de Chevalier de l'autonomie de la région autonome Vallée d'Aoste.

## Œuvres
- (it) Alberto Maria Careggio, Aurelia D'Isola, Don Alfonso Commod. Sui sentieri di Dio., Musumeci editore, 1980,  (ISBN 978-88-7032-083-1).
- (fr) Albert-Marie Careggio, Le Clergé valdôtain de 1900 à 1984, Imprimerie valdôtaine, 1985, (OCLC 38265939).
- (it) Alberto Maria Careggio, Santi della Valle d'Aosta, Romano Canavese, Priuli-Verlucca, 1987.
- (fr) Gianni Masi, Alberto Maria Careggio, Souvenir de la Vallée d'Aoste, Aosta, 1988.
- (it) Alberto Maria Careggio, La religiosità popolare in Valle d'Aosta, 1995.
- (it) Alberto Maria Careggio, Giovanni Paolo II. L'uomo delle alte vette., Le Mani-Microart'S, 2006,  (ISBN 978-88-8012-589-1).
- (it) Collabore en 1992 a l'établissement de l'appareil critique du  « Grande Messale festivo di Giorgio di Challant ».